# Kraina zabawek
Kraina zabawek (niem. Spielzeugland) – niemiecki krótkometrażowy film dramatyczno-wojenny z 2007 roku w reżyserii Jochena Alexandera Freydanka.

## Nagrody
| Nazwa nagrody | Wygrane                                                                | Nominacje    |
| ------------- | ---------------------------------------------------------------------- | ------------ |
| Oscar         | 2009 Najlepszy krótkometrażowy film aktorski Jochen Alexander Freydank | 2009 wygrana |

## Obsada
- Tamay Bulut Özvatan - David Silberstein
- Claudia Hübschmann - Pani Silberstein
- Gregor Weber - SS-Mann Werner
- Jürgen Trott - Schutzpolizist
- Klaus-Jürgen Steinmann - Blockwart
- David C. Bunners - Obersturmführer
- Cedric Eich - Heinrich
- Julia Jäger - Marianne
- Torsten Michaelis - Pan Silbertein
- Heike Reichenwallner - Nachbarin